# Ернст Філіпп (генерал-майор)
Ернст Георг Курт Філіпп (нім. Ernst Georg Kurt Philipp; 13 жовтня 1912, Зеніц — 16 березня 2005) — німецький офіцер, оберст вермахту, генерал-майор бундесверу. Кавалер Лицарського хреста Залізного хреста з дубовим листям.

## Біографія
В 1931 році вступив в рейхсвер, служив в рухомих військах, з 15 жовтня 1935 року — в 1-му танковому батальйоні, з 1937 року — ад'ютант 2-го батальйону, з 1938 року — командир 4-х роти. Учасник Польської і Французької кампаній. З січня 1941 року — викладач танкового училища у Вюнсдорфі. З червня 1941 року — ад'ютант 1-го танкового полку 1-ї танкової дивізії. Учасник Німецько-радянської війни. З1942 року — командир 1-го батальйону свого полку. Відзначився у боях під Ржевом. З червня 1944 року — танковий офіцер при штабі 8-ї армії, одночасно в серпні очолив бойову групу в Румунії. З листопада 1944 року — командир 1-го запасного танкового батальйону. З кінця грудня 1944 року — командир 1-го танкового полку, з яким відзначився у боях під Будапештом. В травні 1945 року здався американським військам в Штирії. 31 грудня 1949 року звільнений. Брав участь у створенні бундесверу. 1 жовтня 1955 року повернувся на службу. 31 березня 1971 року вийшов на пенсію.

## Звання
- Фанен-юнкер (1931)
- Фенріх (1932)
- Оберфенріх (1933)
- Лейтенант (1934)
- Оберлейтенант (1 червня 1938)
- Гауптман (1 січня 1941)
- Майор (1 серпня 1943)
- Оберстлейтенант (1 грудня 1944)
- Оберст (1 квітня 1945)

## Нагороди
- Медаль «За вислугу років у Вермахті» 4-го класу (4 роки)
- Залізний хрест
  - 2-го класу (29 вересня 1939)
  - 1-го класу (21 жовтня 1939)
- Нагрудний знак «За танкову атаку» в сріблі
- Лицарський хрест Залізного хреста з дубовим листям
  - лицарський хрест (28 листопада 1940)
  - дубове листя (№599; 30 вересня 1944)
- Золотий почесний знак Гітлер'югенду
- Медаль «За зимову кампанію на Сході 1941/42»
- Нагрудний знак «За поранення» в чорному
- Орден «За заслуги перед Федеративною Республікою Німеччина», командорський хрест (1971)